# Canton d'Amiens 3e (Nord-Est)
Le canton d'Amiens  3e (Nord-Est) est un ancien canton français situé dans le département de la Somme et la région Picardie.

## Géographie
Ce canton était organisé autour d'Amiens dans l'arrondissement d'Amiens. Son altitude variait de 14 m (Amiens) à 106 m (Amiens) pour une altitude moyenne de 32 m.

## Histoire
- De 1840 à 1848, les cantons d'Amiens (Nord-Est) et (Nord-Ouest) étaient réunis et avaient le même conseiller général (Pierre Massey puis Louis Gaulthier de Rumilly). Le nombre de conseillers généraux était limité à 30 par département.

### Évolution géographique

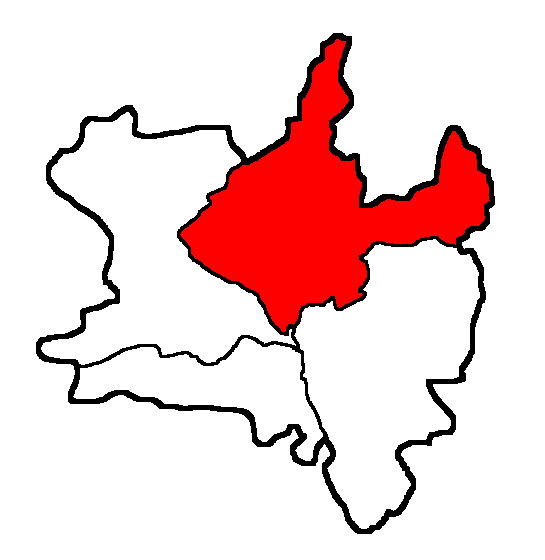
1801-1970
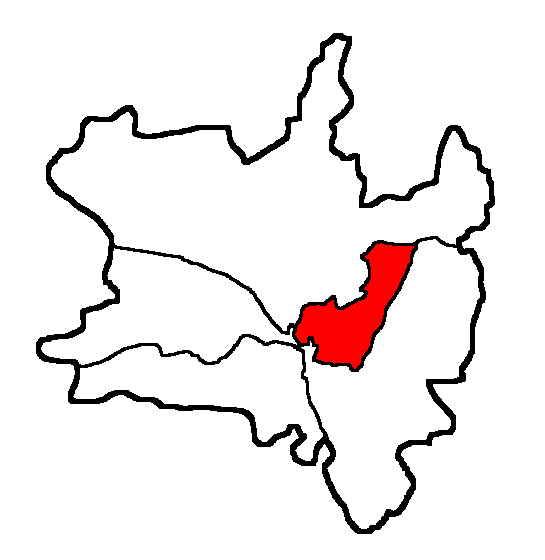
1970-2015

## Représentation

### 1833 - 1973: conseillers généraux
| Régime                           | Début | Fin  | Conseiller                 | Parti / Idéologie | Parti / Idéologie      | Observation |
| -------------------------------- | ----- | ---- | -------------------------- | ----------------- | ---------------------- | --- |
| Monarchie de Juillet             | 1833  | 1845 | Pierre Massey              |                   | Majorité ministérielle | Négociant, adjoint au maire d'Amiens Député (1830-1837, 1842-1846) |
| Monarchie de Juillet             | 1845  | 1848 | Louis Gaulthier de Rumilly |                   | Opposition dynastique  | Propriétaire à Conty, Député (1831-1834, 1837-1849, 1871-1875) Sénateur (1875-1884) |
| IIe République                   | 1848  | 1852 | Isidore Daveluy            |                   | Légitimiste            | Négociant, Président de la Chambre de commerce d'Amiens |
| Second Empire                    | 1852  | 1870 | Cosme Cosserat             |                   | Majorité dynastique    | Industriel du textile, Membre de la Chambre de commerce Député (1861-1870 |
| Second Empire                    | 1870  | 1871 | Albert Dauphin             |                   | Libéral                | Avocat puis magistrat, Président du conseil général (1873-1889 et 1892-1898) Député (1872), Sénateur (1876-1898), Ministre des Finances (1886-1887)                                                                                             |
| IIIe République                  | 1871  | 1874 | Pierre-Vulfran Mollet      |                   | Républicain modéré     | Manufacturier, adjoint au Maire d'Amiens |
| IIIe République                  | 1874  | 1889 | René Goblet                |                   | Républicain radical    | Avocat, journaliste, Président du conseil général (1889), Député de la Somme (1871-1889) Sous-secrétaire d'État puis ministre (1879 à 1886), Président du Conseil (1886-1887) Ministre des Affaires étrangères (1888-1889), démissionne en 1889 |
| IIIe République                  | 1890  | 1904 | Alphonse Decaix-Matifas    |                   | Républicain            | Négociant dans le velours maire d'Amiens par intérim (1881 et 1895) puis maire (1895-1896), conseiller d'arrondissement |
| IIIe République                  | 1904  | 1910 | Lucien Lecointe            |                   | SFIO                   | Ouvrier compositeur typographe |
| IIIe République                  | 1910  | 1919 | Auguste Cleuet             |                   | SFIO                   | Comptable à l'Union coopérative d'Amiens Secrétaire général de la Bourse du travail, Conseiller municipal d'Amiens |
| IIIe République                  | 1919  | 1922 | Jules Thierry              |                   | SFIO                   | Charcutier, adjoint au maire d'Amiens, conseiller d'arrondissement |
| IIIe République                  | 1922  | 1940 | Lucien Lecointe            |                   | PSF                    | Député (1909-1919, 1924-1928, 1932-1936) Maire d'Amiens (1925-1940), Décédé en cours de mandat |
| 1940-1944 - Occupation allemande |       |      |                            |                   |                        | |
| IVe République                   | 1945  | 1951 | Honeste Lagny              |                   | PCF                    | Employé, Adjoint au maire d'Amiens, ancien conseiller d'arrondissement |
| IVe République                   | 1951  | 1970 | Léon Dupontreué            |                   | PCF                    | Directeur de journal Conseiller municipal d'Amiens |
| Ve République                    | 1951  | 1970 | Léon Dupontreué            |                   | PCF                    | Directeur de journal Conseiller municipal d'Amiens |

### 1970 - 2015: conseillers généraux
| Régime        | Début | Fin  | Conseiller        | Parti | Parti       | Observation                                  |
| ------------- | ----- | ---- | ----------------- | ----- | ----------- | -------------------------------------------- |
| Ve République | 1970  | 1975 | Léon Dupontreué   |       | PCF         |                                              |
| Ve République | 1975  | 2001 | René Carouge      |       | PCF         | Cheminot, Maire de Rivery (1977-2001)        |
| Ve République | 2001  | 2008 | Isabelle Griffoin |       | UDF puis NC | Adjointe au maire d'Amiens                   |
| Ve République | 2008  | 2015 | Sarah Thuilliez   |       | PS          | Enseignante, Conseillère municipale d'Amiens |

À la suite du redécoupage de 2014, ce canton se retrouve dans le nouveau canton d'Amiens-3.

### 1833 - 1940: conseillers d'arrondissement
| Période                                  | Période          | Identité                                                     | Étiquette   | Qualité |
| ---------------------------------------- | ---------------- | ------------------------------------------------------------ | ----------- | --- |
| 1833                                     | 1842             | Jean-Baptiste Charlemagne Cornet                             |             | Négociant à Amiens                                                                                                  |
| 1842                                     | 1848             | Isidore Marie Pierre Nicolas Daveluy-Bellencourt (1787-1870) |             | Négociant à Amiens                                                                                                  |
|                                          |                  |                                                              |             | |
|                                          | 1890 (démission) | Alphonse Decaix-Malifas                                      | Républicain | Négociant à Amiens                                                                                                  |
|                                          |                  |                                                              |             | |
| 1911                                     | 1919             | Jules Thierry (1864-1938)                                    | SFIO        | Charcutier, adjoint au maire d'Amiens                                                                               |
| 1919                                     | 1925             | Alfred Catel                                                 | SFIO        | Directeur d'une société coopérative de consommation, conseiller municipal d'Amiens                                  |
| 1925                                     | 1931             | Maurice Desaint                                              | PRS         | Marchand de meubles                                                                                                 |
| 1931                                     | 1937             | Georges Ruin                                                 | PRS         | Pharmacien à Amiens, inspecteur des pharmacies, ancien conseiller municipal de Berck, conseiller municipal d'Amiens |
| 1937                                     | 1940             | Honeste Lagny                                                | PC-SFIC     | Employé à Amiens Déchu de son mandat en 1940 (décret Daladier)                                                      |
| 1940                                     |                  |                                                              |             | Les conseils d'arrondissement ont été suspendus par la loi du 12 octobre 1940 et n'ont jamais été réactivés         |
| Les données manquantes sont à compléter. |                  |                                                              |             | |

Source : Le Progrès de la Somme, sur Gallica et Retronews.

## Composition

### De 1833 à 1970
Quartiers Nord-Est d'Amiens, communes de Longpré, Allonville et Poulainville.

### De 1970 à 2015
| Communes | Population (2012) | Code postal | Code Insee |
| -------- | ----------------- | ----------- | ---------- |
| Amiens   | 135 501 (1)       | 80000       | 80021      |
| Rivery   | 3 400             | 80136       | 80674      |

(1) fraction de communes.

## Démographie
| 1962 | 1968 | 1975 | 1982 | 1990 | 1999 | 2009 |
| ---- | ---- | ---- | ---- | ---- | ---- | ---- |
| -    | -    | -    | -    | -    | -    | -    |